# معركة عدن (2015)
معركة عدن هي معركة كانت من أجل السيطرة على مدينة عدن جنوبي اليمن، بين الحوثيين والجيش المؤيد لعلي عبد الله صالح من طرف، وقوات ومسلحي المقاومة الشعبية والجيش الموالي للرئيس عبد ربه منصور هادي والسكان المحليين من طرف آخر. وبدأت المعركة في أواخر مارس عندما سيطرت قوات موالية لعلي عبد الله صالح على مطار عدن الدولي ومناطق واسعة في المدينة، وبقيت القوات المؤيدة للرئيس هادي و«المقاومة الشعبية» تقاوم للدفاع عن مساحات صغيرة في المدينة، وبشكل رئيسي في شبه جزيرتين ساحليتين هما كريتر (مديرية صيرة)، حيث يقع مرفأ عدن الرئيس، وعدن الصغرى (مديرية البريقة)، حيث تقع مصفاة المدينة وصهاريج تخزين النفط، حتى تحولت إلى الهجوم في منتصف يوليو.
في 14 يوليو تمكنت «المقاومة الشعبية» من السيطرة على مطار عدن وعلى أجزاء من مدينة عدن بعد معارك عنيفة مع المتمردين الحوثيين وقوات الرئيس السابق علي عبد الله صالح. وقالت الحكومة اليمنية أنَّها بدأت عملية السهم الذهبي لتحرير عدن. وفي 16 يوليو، تمكنت القوات الموالية للحكومة السيطرة مرة أخرى على ميناء عدن وكانت تتقدم في مركز المدينة،  وفي 17 يوليو استعادت القوات الموالية للرئيس هادي السيطرة شبه الكاملة على عدن،  مدعومين بقوات برية من الإمارات العربية المتحدة والمملكة العربية السعودية. وذلك بعد 4 أشهر من اجتياحها من الحوثيون ووحدات الجيش السابقة الموالية لعلي عبد الله صالح.
وبحلول 22 يوليو تمكنت القوات الموالية للرئيس هادي من استعادة السيطرة الكاملة على عدن، وأعيد فتح مطار عدن الدولي . وفي أواخر يوليو، تقدمت القوات الموالية لهادي خارج مدينة عدن وشنت هجمات على مناطق الحوثيين.
وبرر زعيم الحوثيين هزيمتهم في عدن بأن مقاتليه كانوا في زيارة لأقاربهم خلال عيد الفطر.

## خلفية
استولى الحوثيين بدعم من الرئيس السابق علي عبد الله صالح، على الحكومة اليمنية في انقلاب اليمن 2014. ووضعت الرئيس عبد ربه منصور هادي تحت الإقامة الجبرية، وبعد شهر تمكن من الفرار إلى مسقط رأسه في عدن.
وبعد معركة مطار عدن (2015) التي اندلعت في 19 مارس،  وشهدت صنعاء تفجيرات مسجدي بدر والحشوش بصنعاء في اليوم التالي، وأعلنت اللجنة الثورية التابعة للحوثيون حالة «التعبئة العامة». وبدعم من بعض قادة الجيش بدأ الحوثيون حرباً أهلية للسيطرة على محافظات الجنوب ومعقل الرئيس هادي، وسقطت مدينة تعز ثالث أكبر مدن اليمن دون مقاومة تذكر، تلتها الحوطة وقاعدة العند الجوية الاستراتيجية شمال عدن.

## معركة

### بدء القتال
في 25 مارس، انتشر القتال في عدن، وسيطرت وحدات عسكرية موالية لصالح على مطار عدن الدولي، وقاعدة جوية قريبة بعد اشتباكات مع القوات الموالية للرئيس عبد ربه منصور هادي. وتعلقت جميع الرحلات الجوية. واقتحم المدنيين قاعدة للجيش في وسط عدن في محاولة للاستيلاء على الأسلحة والذخائر، مما خلف خمسة قتلى و12 جريحاً. ووصل المقاتلين الحوثيين مشارف المدينة الساحلية عدن.
وفر الرئيس هادي من عدن على متن قارب، ولم يعرف مكان وجوده حتى 26 مارس عندما ظهر في السعودية، وبعد ساعات بدأت السعودية عملية عاصفة الحزم ضد الحوثيين.
سيطر الحوثيون على مجمع حكومي في مديرية دار سعد في 27 مارس على بعد 8 كم من عدن.
بحلول 27 مارس حاصر الحوثيون مع وحدات عسكرية أحكم الحصار على عدن، وسيطروا على جميع الطرق البرية لداخل وخارج المدينة. وتقدم الحوثيون مدعومين بالمدرعات الثقيلة والمركبات نحو عدن، وسط ضربات جوية من عملية عاصفة الحزم أوقفت قافلة من شقرة في وقت مبكر يوم 28 مارس.
وفي 28 مارس قتل وجرح المئات من المواطنين في سلسلة انفجارات في مستودع للأسلحة في جبل حديد في عدن، عندما شرعوا في نهبها بعد تخلي حراس المستودع عن وظائفهم.
ومن خلال هذه المرحلة، بلغ عدد القتلى في عدن، منذ اندلاع القتال في المدينة إلى 75 شخصا.

### تكثيف الاشتباكات
استمرت الاشتباكات في عدن يوم 29 مارس ووصل عدد القتلى إلى 100 شخص خلال الأيام القليلة الماضية. ولا تزال الاشتباكات مستمرة في الأجزاء الشمالية من المدينة،  واستعادت القوات الموالية للرئيس هادي السيطرة على مطار عدن الدولي، وقتل في الاشتباكات تسعة من الحوثيون وخمسة من المقاتلين المواليين للرئيس هادي.
واصلت وحدات عسكرية من الحوثيون الهجوم على عدن في 30 مارس واصل الحوثيون ووحدات عسكرية موالية لصالح الهجوم على عدن، وأطلقت نيران المدفعية على المدينة،  وضربت سفن حربية مصرية مواقع للحوثيون من قبالة الساحل الجنوبي. وأجبرت غارات جوية مسلحون حوثيون على التراجع نحو زنجبار، وسيطرت اللجان الشعبية الموالية لهادي على المنطقة.
وضربت الطائرات السعودية مواقع للحوثيون قرب مطار عدن الدولي وقتل في القصف 36 شخصاً على الاقل، وفي قصف مدفعي على منطقة خور مكسر قتل 26 شخصاً، بما في ذلك عشرة قتلى في مبنى سكني يقطنه مقاتلين موالين لهادي.

### أبريل
استعاد مقاتلي الحوثي أجزاء من مطار عدن الدولي واشتبكوا مع المؤيدين للرئيس هادي في مختلف أنحاء المدينة في 1 ابريل. ومع ذلك، أعرب أحد مستشاري الرئيس هادي عن ثقته بأن الجيش في عدن يستطيع صد هجوم الحوثيون إذا قطعت خطوط إمداد الحوثيين، ودون الحاجة لهجوم بري من قوات التحالف، واستهدفت مواقع للحوثيين في المطار من قبل سفن حربية تابعة لقوات التحالف. وفي وقت لاحق، تقدمت وحدات عسكرية تابعة للحوثيون في منطقة خور مكسر، واشتبكت مع القوات الموالية للرئيس هادي والسكان المحليين.
في اليوم التالي، سيطر الحوثيون وحلفائهم على حي كريتر، مدعومين بالدبابات والعربات المدرعة. وسيطروا أيضا على القصر الرئاسي، على الرغم من الغارات الجوية الليلية التي دفعتهم لانسحاب تكتيكي. وأنسحبوا أيضاً مؤقتاً من كريتر وخسروا في المعارك دبابتين و 10 قتلى. وزودت طائرات التحالف المدافعين عن عدن بأسلحة ومساعدات طبية بإنزال مظلي.
ومع ذلك، استأنف الحوثيون الهجوم في 5 أبريل واستعادوا السيطرة على الأحياء المركزية مرة أخرى، ولكن تم صدهم عندما حاولوا التحرك نحو ميناء عدن. ووفقا للميليشيا المؤيدة للرئيس هادي، قتل 36 من الحوثيون في اشتباكات المعلا بعدن، في حين قتل 11 من المقاتلين الموالين لهادي، وقال أحد المسعفين أن القناصة الحوثيين أعتلوا مواقع على أسطح المنازل.
في 6 أبريل، تقدم الحوثيين مدعومين بقوات عسكرية، وهاجموا المعلا، وقال المقاتلين الموالين لهادي أنهم استطاعوا تدمير ثلاث دبابات خلال الليل، ولكن الحوثيين نشروا دبابات أخرى في المنطقة في الصباح، وأكتظت المرافق الطبية بالجثث فيما لا تزال العديد منها ملقاه في الشوارع. وحذرت اللجنة الدولية للصليب الأحمر من كارثة في الوضع الإنساني خلال استمرار القتال، حيث قتل بين عشية وضحاها 18 شخصاً في 7 أبريل، وخلال 24 ساعة الماضية قتل ما لا يقل عن 53 شخصاً.
تقدم العشرات من مقاتلي الحوثي في كريتر في 8 أبريل، مدعومين بدبابات وعربتين مدرعتين، وقال سكان محليون أن طائرات عاصفة الحزم قصفت ثلاثة مستودعات للذخيرة تابعة للحوثيين والقوات الموالية لصالح شمال عدن في نفس اليوم. ودعت المساجد في المدينة السكان إلى الجهاد ضد المهاجمين على المدينة. وصد المدافعون الهجوم على كريتر، وبحلول الظهر تم صد أغلب الهجمات، وطرد المقاتلين الحوثيين من بعض الأحياء الشمالية. كما استمر القتال، قصفت سفن التحالف مواقع للحوثيين في 10 ابريل ولم يتضح مدى الضرر من القصف البحري.
وبحسب ما ورد ألقى المسلحون المواليين للرئيس هادي القبض على ضابطين إيرانيين من فيلق القدس في 11 أبريل.
في 13 أبريل، سيطر الحوثيون على مجمع القصر الرئاسي مرة أخرى، ولكن المكان استهدف بضربات جوية. 
في 14 أبريل، بعد اشتباكات لفترات طويلة، انسحب المقاتلون الحوثيون من منطقة خور مكسر ، الذي يقع فيه المطار الدولي ومقار البعثات الاجنبية. ومع احتدام القتال في مناطق المعلا وكريتر والبريقة، قصفت سفن التحالف المباني التي سيطر عليها الحوثي، وتركز القتال في 18 أبريل في منطقة البريقة على السيطرة على المصفاة الموجودة في المدينة.
في 17 أبريل، شنت مقاتلوا المقاومة الشعبية هجوماً من لحج باتجاه الجنوب  واستعادت السيطرة على الخط الساحلي من الحوثيون والقوات الموالية لعلي صالح قبل 19 أبريل، مما يمكنهم الهجوم على المطار، الذي كان لا يزال في أيدي الحوثيون. كما استعادت القوات الموالية لهادي السيطرة على القنصلية الروسية ومقر إقامة الرئيس هادي. واعتبارا من 20 أبريل، استولت قوات هادي على المطار.
وفي 28 أبريل اتخذ الحوثيين مواقع لهجماتهم في جامعة عدن ومستشفى في منطقة خور مكسر،  وتقدمت في المنطقة وسيطرت على منزل هادي والقنصليات الألمانية والروسية. في شمال شبه الجزيرة، ودفع المسلحون غرباً في محاولة لاستعادة المناطق التي فقدوا السيطرة عليها مسبقاً،  وفي اليوم التالي تقدم الحوثيين نحو وسط المدينة.
وأشتعلت النيران في مركز تجاري كبير في خور مكسر وسط القتال، كما تقدم الحوثيين من خلال الحي، وصدوا هجمات مضادة في المعلا. وقال شهود عيان لوكالة أسوشيتد برس أن المقاتلين الحوثيين وحلفائهم أجروا تفتيشاً من منزل إلى منزل في خور مكسر، وأقتادوا بعض الرجال إلى الشارع وأطلقوا النار عليهم، وسط تحذيرات يطلقها الحوثيون للمواطنين عبر مكبرات الصوت من إيواء المقاتلين المنتمون للمقاومة الشعبية.
وفي 6 مايو، سيطر الحوثيين على التواهي، ولكن في وقت لاحق تم طردهم من المنطقة، واستهدف الحوثيون بنيران القناصة العميد علي ناصر هادي قائد المنطقة العسكرية الرابعة وأردوه قتيلاً.
في 6 مايو قتل ما لا يقل عن 85 نازحاً من سكان مدينة عدن، في قصف مدفعي شنه الحوثيون على قوارب في البحر تقل نازحين كانوا ينوون مغادرة مناطق الاشتباكات والمعارك في عدن.
في 1 يوليو 2015 قتل ما لا يقل عن عشرين مدنياً وأصيب 41 بجروح في قصف للحوثيين فجر الأربعاء على حي «التقنية» شمال غرب مدينة عدن، حيث أطلق المتمردون 15 قذيفة كاتيوشا على منازل سكنية في حي المنصورة في عدن.
وأفادت مصادر طبية ردا على أسئلة وكالة فرانس برس عن سقوط ما لا يقل عن 20 قتيلاً و41 جريحاً نقلوا إلى ثلاثة مستشفيات في عدن هي النقيب والوالي ومستشفى أطباء بلا حدود. وقال أحد المصادر «إن العديد من الجرحى في حال الخطر وبعضهم بترت سيقانهم».

### تقدم المقاومة
في 14 يوليو تمكنت «المقاومة الشعبية» من السيطرة على مطار عدن وعلى خور مكسر وأجزاء من مدينة عدن بعد معارك عنيفة مع المتمردين الحوثيين وقوات الرئيس السابق علي عبد الله صالح. وتمكنت المقاومة الشعبية من إخراج الحوثيين وقوات صالح من مناطق جزيرة العمال وساحة العروض ومعسكر بدر وحي القنصليات ومبنى كلية التربية.
وقالت الحكومة اليمنية انها بدأت عملية السهم الذهبي لتحرير عدن. وفي 16 يوليو استعادت القوات الموالية لهادي أجزاء كبيرة في منطقة ميناء عدن ودخلت الحي التجاري كريتر  في 17 يوليو قالت المقاومة الشعبية أنها حررت عدن من الحوثيين. وعلى الرغم من ذلك فإن الحوثيين لا يزالوا يسيطروا على شرق المدينة ومداخلها الشمالية وأستمر القتال في جنوبها. وتقدمت المقاومة الشعبية شمالاً وشنت هجوماً على قاعدتين عسكريتين، في محافظة لحج وأخرى في محافظة شبوة.
بحلول 22 يوليو تمكنت القوات الموالية للرئيس هادي من استعادة السيطرة الكاملة على عدن، وأعيد فتح مطار عدن الدولي . وفي أواخر يوليو، تقدمت القوات الموالية لهادي خارج مدينة عدن وشنت هجمات على مناطق الحوثيين. وبرر زعيم الحوثيين هزيمتهم في عدن بأن مقاتليه كانوا في زيارة لأقاربهم خلال عيد الفطر.

## المقاتلين
اعتبارا من 10 أبريل، قالت نيويورك تايمز إن معظم المدافعين عن عدن كان من السكان المحليين الذين حملوا السلاح ضد الغزاة الحوثيون، وشكلوا ميليشيات منظمة لحماية أحيائهم السكنية، ويقاتل إلى جانبهم مسلحي الحراك الجنوبي.
وفي المقابل كان المهاجمون على عدن مؤلفة من مليشيات الحوثيون (بما في ذلك مجندون أطفال)، ووحدات عسكرية من الجيش المؤيد لعلي عبد الله صالح، وقال العديد من المقاتلين الحوثيين الذي تمكن المدافعون عن المدينة من القبض عليهم أنهم قدموا عدن لقتال ومحاربة تنظيم القاعدة.

### التحالف
أنزلت السفن  التابعة للتحالف العربي في أوائل مايو مجموعةً مكوّنة من نحو خمسين عنصراً من القوات الخاصة في كريتر مؤلفة من يمنيين يخدمون في القوات المسلحة السعودية، ويمنيين آخرين درّبتهم دولة الإمارات العربية المتحدة، بمن فيهم عدد من ضبّاط الجيش الذين خدموا في جمهورية اليمن الديمقراطية الشعبية سابقاً، بالإضافة إلى مقاتلي القبائل الأصغر سنّاً. ورافقت اليمنيين أيضاً قواتٌ خاصة مجهّزة تجهيزاً جيّداً تنتمي إلى «الحرس الرئاسي» في دولة الإمارات، وهي مُدجّجة بأحدث الأسلحة، كالصواريخ الموجّهة والمضادة للدبابات من طراز «جافلين» التي زوّدتها الولايات المتحدة. وقد شاركت هذه القوات الإماراتية مباشرةً في القتال البري في مدينة عدن بدءاً من 4 مايو، في حين وفّرت طائراتٌ بدون طيّار تابعة للبحرية الباكستانية والسعودية الرصد لدعم نيران السفن.

## دور الأجانب

### الإنساني
مع تفاقم القتال تحركت عدة دول لإجلاء مواطنيها من عدن، وأجلت بحرية جيش التحرير الشعبي الصيني المئات من المواطنين الصينيين وغير الصينيين، وفي أوائل أبريل أجلت البحرية التركية 55 من الأتراك من عدن. وأجلت البحرية الهندية 441 من مواطني الهند في 4 أبريل.
في 8 نيسان، استطاعت منظمة أطباء بلا حدود واللجنة الدولية للصليب الأحمر من تقديم 2.5 طن من الأدوية بالإضافة إلى فريق جراحي عن طريق القوارب إلى عدن.

### العسكري
قصفت السفن الحربية السعودية مواقع للحوثيين كانت تتقدم نحو عدن، وقصفت الطائرات السعودية والإماراتية مراراً وتكراراً تحركات المهاجمين، ومنشآت استولوا عليها.
وزعم مقاتلون موالون للرئيس هادي أنهم استطاعوا القبض على ضابطين من فيلق القدس التابع لحرس الثورة الإسلامية أحدهما برتبة عقيد والآخر برتبة نقيب، وذلك أثناء القتال مع مسلحي الحوثي في عدن في أبريل، وقالوا أن الضباط الإيرانيين يعملون «مستشارين» لمليشيات الحوثي.

## الألغام
زرع الحوثيين ألغام مضادة للأفراد في عدن وأبين،  بحلول 12 أغسطس، قامت الفرق المختصة بإزالة 91 لغماً مضاداً للأفراد، تنقسم إلى نوعين، في عدن، و666 لغما مضادا للعربات، و316 عبوة ناسفة بدائية الصنع، وعدد من القنابل اليدوية والقذائف والصواعق. كما قال المسؤولون إن عرباتهم ومعدات الحماية وأغراض أخرى تابعة لهم نُهبت أثناء المعارك الأخيرة في عدن.
تسببت الألغام الأرضية بمقتل 98 شخصاً وإصابة 332 آخرين، في عدن وأبين ولحج، منذ  منذ سيطرة الحكومة عليها في منتصف يوليو حتى 19 أغسطس. حيث قدرت عدد الألغام في المحافظات الثلاث بأكثر من 150 ألف لغم.
حيث زرع الحوثيون الألغام في مناطق وطرقات المحافظات الجنوبية الأربع التي تم دحر الحوثيين منها - عدن وأبين والضالع ولحج - وذكر التقرير الحكومي أن «مشكلة الألغام لم تقتصر على المحافظات الأربع المذكورة فقط، بل طاولت محافظات وسط اليمن أيضاً، إذ ظهرت حوادث الألغام الأرضية في كل من محافظة تعز والبيضاء ومحافظة مأرب ومحافظة شبوة».
وقال «المركز التنفيذي للبرنامج الوطني للتعامل مع الألغام فرع عدن، أنه استطاع جمع نحو 1173 لغماً وقطعة ذخيرة غير متفجرة، بين 13 يوليو و 10 أغسطس».